# Bradysia furcatina
Bradysia furcatina är en tvåvingeart som beskrevs av Yang, Zhang och Yang 1995. Bradysia furcatina ingår i släktet Bradysia och familjen sorgmyggor.
Artens utbredningsområde är Zhejiang (Kina). Inga underarter finns listade i Catalogue of Life.